# Dyangadi
Dyangadi är ett australiskt språk som talades av 5 personer år 1981. Dyangadi talas i Nya Sydwales. Dyangadi tillhör de pama-nyunganska språken.